# Lekvad

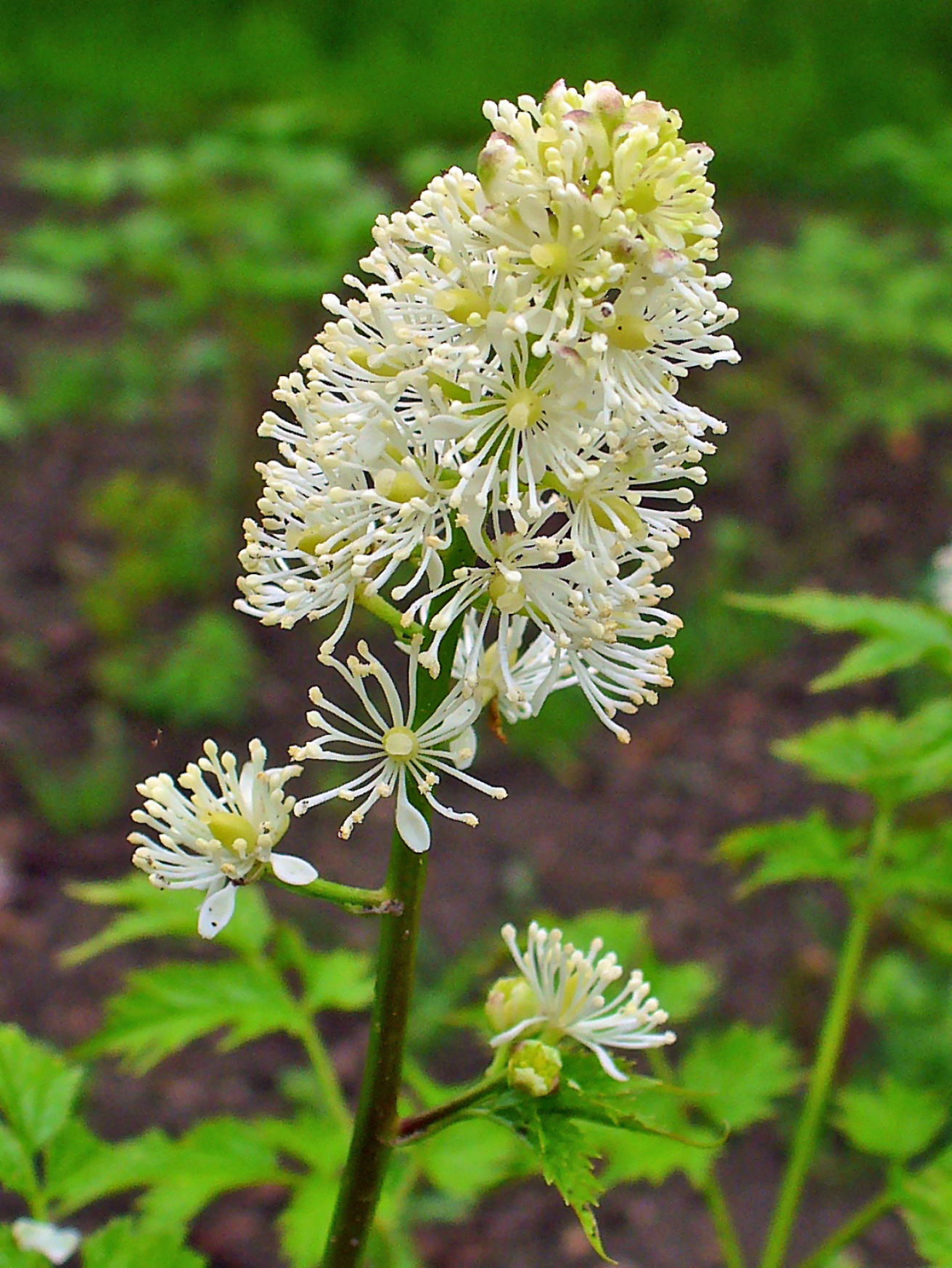
Trolldruva

Lekvad är ett naturreservat i Marks kommun i Västra Götalands län.
Reservatet är skyddat sedan 2002 och omfattar 10 hektar. Lekvadsområdet är belaget där Viskan passerar Berghem. 
Dalgången nedströms Kinna karaktäriseras av åns meandrande lopp genom jordbruksbygd.
Där vid Lekvad strömmar Viskan fram med ädellövskog på angränsande brinkar. Skogen där består till stor del alm, ask och lind. Där finns även lågor, högstubbar, torrakor och gamla grova träd. Denna del av Viskan har tidigare varit uppdämt. I ån finns arter som lax, havsöring och havsnejonöga. Bland häckande fåglar finns forsärla och kungsfiskare.
Bland växterna finns t.ex. skogsbingel, blåsippa, lundstjärnblomma och trolldruva. Där finns platt fjädermossa och trubbfjädermossa.
Naturreservatet förvaltas av Marks kommun.